# Neoencyclops elongata
Neoencyclops elongata är en skalbaggsart som först beskrevs av Maurice Pic 1941.  Neoencyclops elongata ingår i släktet Neoencyclops och familjen långhorningar. Inga underarter finns listade i Catalogue of Life.